# Телебачення в Японії
Телевізійне мовлення в Японії почалося в 1939 році, що робить цю країну однією з перших у світі з експериментальним телебаченням. Попри це, через початок Другої світової війни в Тихоокеанському регіоні, цей перший експеримент тривав лише кілька місяців. Регулярні телепередачі почалися тільки після війни в 1951-му.
Передача і система відображення, що використовується в Японії, являє собою модифіковану версію північноамериканського NTSC стандарту для аналогових сигналів, який називається NTSC-J. Для цифрового телебачення, проте, розширений стандарт ATSC не прийнятий, тому що для нього була розроблена цифрова система ISDB.
Японські жителі, які мають, принаймні, один телевізор у будинку, повинні (але насправді не можуть бути примушені) платити щорічний ліцензійний збір, що використовується для фінансування японського громадського мовника NHK. Плата коливається від 14 910 до 28 080 єн залежно від способу і строків оплати і від того, чи отримує людина тільки наземне телебачення або також і супутникове.